# Liste der Teilnehmer an den Koalitionsverhandlungen zwischen CDU/CSU und SPD 2013

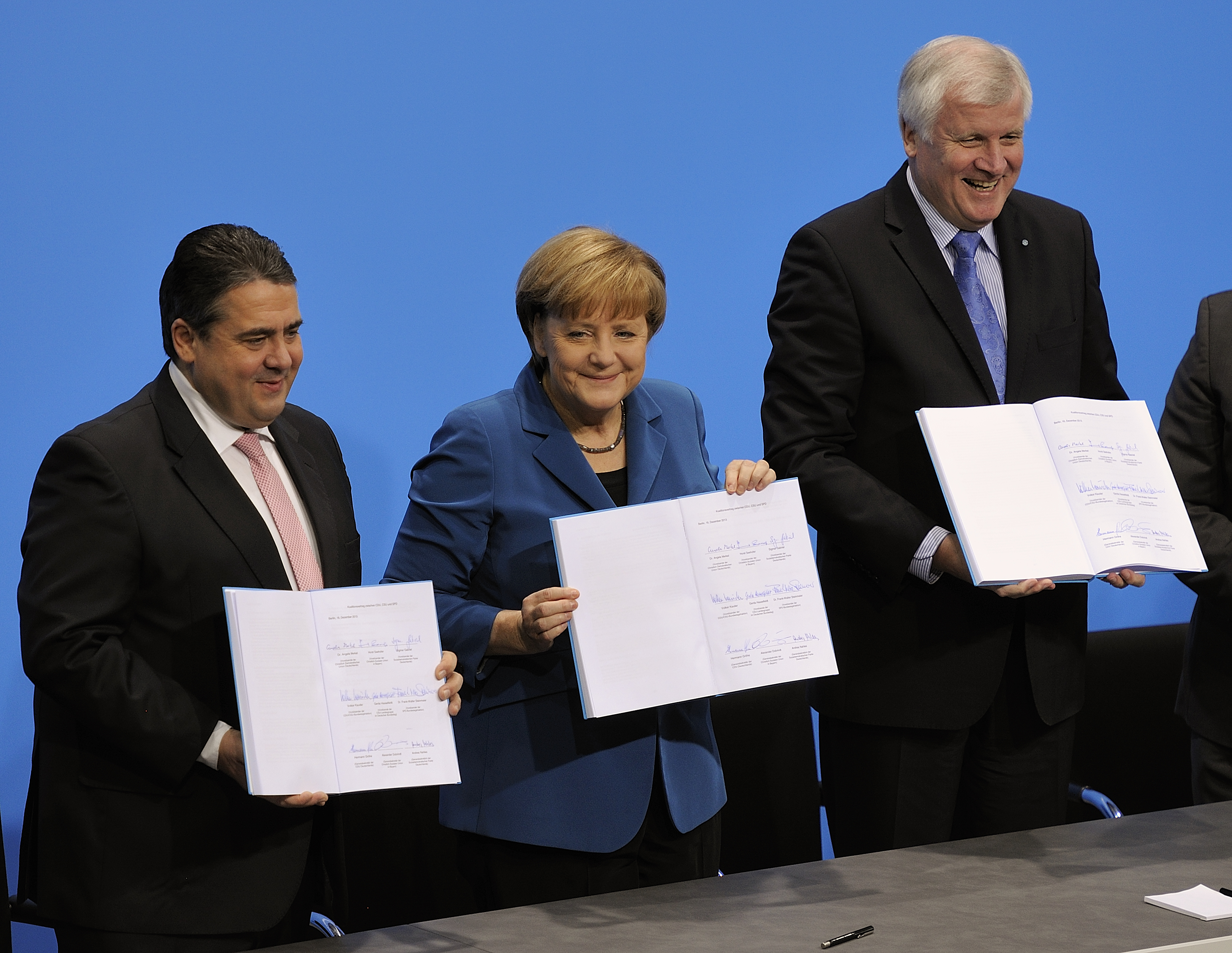
Unterzeichnung des Koalitionsvertrages der 18. Wahlperiode des Deutschen Bundestages am 16. Dezember 2013 in Berlin.

Die Liste der Teilnehmer an den Koalitionsverhandlungen zwischen CDU/CSU und SPD 2013 listet die Personen auf, die an den nach der Bundestagswahl 2013 stattfindenden Koalitionsverhandlungen zwischen den Unionsparteien und der SPD teilnahmen. Vorgestellt wurden die Teilnehmerlisten am 22. Oktober. Am 23. Oktober 2013 begannen  die Verhandlungen, welche in zur Bildung einer Großen Koalition (Kabinett Merkel III) am 17. Dezember 2013 führten.  Die genannten Ausschussmitgliedschaften und Tätigkeiten als parlamentarische Staatssekretäre beziehen sich auf die 17. Legislaturperiode des Deutschen Bundestages

## Kleine Runde

### CDU
- Angela Merkel, CDU-Vorsitzende und geschäftsführende Bundeskanzlerin
- Volker Kauder, Vorsitzender der CDU/CSU-Bundestagsfraktion
- Ronald Pofalla, geschäftsführender Bundesminister für besondere Aufgaben und Chef des Bundeskanzleramtes
- Hermann Gröhe, Generalsekretär der CDU
- Volker Bouffier, Ministerpräsident von Hessen, Chef der hessischen CDU und stellvertretender CDU-Bundesvorsitzender

### CSU
- Horst Seehofer, CSU-Vorsitzender und Bayerischer Ministerpräsident
- Gerda Hasselfeldt, Vorsitzende der CSU-Landesgruppe im Deutschen Bundestag
- Barbara Stamm, Präsidentin des Bayerischen Landtags und stellvertretende CSU-Vorsitzende
- Alexander Dobrindt, Generalsekretär der CSU

### SPD
- Sigmar Gabriel, SPD-Vorsitzender
- Hannelore Kraft, Ministerpräsidentin von Nordrhein-Westfalen, Vorsitzende der nordrhein-westfälischen SPD und stellvertretende SPD-Vorsitzende
- Frank-Walter Steinmeier, Vorsitzender der SPD-Bundestagsfraktion
- Olaf Scholz, Erster Bürgermeister von Hamburg, Chef der SPD Hamburg und stellvertretender SPD-Vorsitzender
- Andrea Nahles, Generalsekretärin der SPD
- Barbara Hendricks, Bundesschatzmeisterin der SPD

## Große Runde

### CDU
- Angela Merkel, CDU-Vorsitzende und geschäftsführende Bundeskanzlerin
- Volker Kauder, Vorsitzender der CDU/CSU-Bundestagsfraktion
- Ronald Pofalla, geschäftsführender Bundesminister für besondere Aufgaben und Chef des Bundeskanzleramtes
- Hermann Gröhe, Generalsekretär der CDU
- Volker Bouffier, Ministerpräsident von Hessen, Chef der hessischen CDU und stellvertretender CDU-Bundesvorsitzender
- Julia Klöckner, rheinland-pfälzische CDU-Vorsitzende und stellvertretende CDU-Bundesvorsitzende
- Armin Laschet, nordrhein-westfälischer CDU-Vorsitzende und stellvertretender CDU-Bundesvorsitzender
- Ursula von der Leyen, geschäftsführende Bundesministerin für Arbeit und Soziales und stellvertretende CDU-Bundesvorsitzende
- Thomas Strobl, baden-württembergischer CDU-Vorsitzender und stellvertretender CDU-Bundesvorsitzender
- Reiner Haseloff, Ministerpräsident von Sachsen-Anhalt
- Annegret Kramp-Karrenbauer, Ministerpräsidentin des Saarlandes und Vorsitzende der CDU Saar
- Christine Lieberknecht, Ministerpräsidentin von Thüringen und Vorsitzende der CDU Thüringen
- Stanislaw Tillich, Ministerpräsident von Sachsen und sächsischer CDU-Vorsitzender
- Peter Altmaier, geschäftsführender Bundesumweltminister
- Thomas de Maizière, geschäftsführender Bundesverteidigungsminister
- Maria Böhmer, geschäftsführende Staatsministerin bei der Bundeskanzlerin und Beauftragte der Bundesregierung für Migration, Flüchtlinge und Integration
- Wolfgang Schäuble, geschäftsführender  Bundesfinanzminister
- Michael Kretschmer, stellvertretender Fraktionsvorsitzender der CDU/CSU-Bundestagsfraktion und Vorsitzender der sächsischen Landesgruppe der CDU
- Katherina Reiche, Parlamentarische Staatssekretärin beim Bundesminister für Umwelt, Naturschutz und Reaktorsicherheit
- Johanna Wanka, geschäftsführende Bundesministerin für Bildung und Forschung
- Annette Widmann-Mauz, Parlamentarischen Staatssekretärin im Bundesministerium für Gesundheit
- Michael Grosse-Brömer, Erster Parlamentarischer Geschäftsführer der CDU/CSU-Bundestagsfraktion
- Peter Hintze, Vizepräsident des Deutschen Bundestages
- Norbert Lammert, Präsident des Deutschen Bundestages
- Karl-Josef Laumann, Vorsitzender der CDU-Fraktion im nordrhein-westfälischen Landtag
- Philipp Mißfelder, Bundesvorsitzender der Jungen Union und außenpolitischer Sprecher der CDU/CSU-Bundestagsfraktion
- Herbert Reul,  Vorsitzender der CDU/CSU-Gruppe im Europäischen Parlament
- Jens Spahn, Gesundheitspolitischer Sprecher der CDU/CSU-Bundestagsfraktion

### CSU
- Horst Seehofer, CSU-Vorsitzender und Bayerischer Ministerpräsident
- Gerda Hasselfeldt, Vorsitzende der CSU-Landesgruppe im Deutschen Bundestag
- Barbara Stamm, Präsidentin des Bayerischen Landtags und stellvertretende CSU-Vorsitzende
- Alexander Dobrindt, Generalsekretär der CSU
- Beate Merk, Bayerische Staatsministerin für Europaangelegenheiten und regionale Beziehungen und stellvertretende CSU-Vorsitzende
- Peter Ramsauer, geschäftsführender Bundesverkehrsminister und stellvertretender CSU-Vorsitzender
- Christian Schmidt, Parlamentarischer Staatssekretär beim Bundesminister der Verteidigung und stellvertretender CSU-Vorsitzender
- Hans-Peter Friedrich, geschäftsführender Bundesinnenminister und geschäftsführender Bundesminister für Ernährung, Landwirtschaft und Verbraucherschutz
- Ilse Aigner, stellvertretende Ministerpräsidentin von Bayern und Bayerische Staatsministerin für Wirtschaft und Medien, Energie und Technologie
- Christine Haderthauer, Bayerische Staatsministerin und Leiterin der Bayerischen Staatskanzlei
- Thomas Kreuzer, Fraktionsvorsitzender der CSU im Bayerischen Landtag
- Gerd Müller, Parlamentarischer Staatssekretär im Bundesministerium für Ernährung, Landwirtschaft und Verbraucherschutz
- Hartmut Koschyk, Parlamentarischer Staatssekretär im Bundesfinanzministerium
- Andreas Scheuer, Parlamentarischen Staatssekretär beim Bundesminister für Verkehr, Bau und Stadtentwicklung
- Emilia Müller, Bayerische Staatsministerin für Arbeit und Soziales, Familie und Integration
- Dorothee Bär, Mitglied des Bundestages und Stellvertretende Generalsekretärin der CSU
- Markus Söder, Bayerischer Staatsminister der Finanzen, für Landesentwicklung und Heimat
- Joachim Herrmann, Bayerischer Staatsminister des Innern

### SPD
- Sigmar Gabriel, SPD-Vorsitzender
- Hannelore Kraft, Ministerpräsidentin von Nordrhein-Westfalen, Vorsitzende der nordrhein-westfälischen SPD und stellvertretende SPD-Vorsitzende
- Frank-Walter Steinmeier, Vorsitzender der SPD-Bundestagsfraktion
- Olaf Scholz, Erster Bürgermeister von Hamburg, Chef der SPD Hamburg und stellvertretender SPD-Vorsitzender
- Andrea Nahles, Generalsekretärin der SPD
- Barbara Hendricks, Bundesschatzmeisterin der SPD
- Thomas Oppermann, Erster Parlamentarischer Geschäftsführer der SPD-Bundestagsfraktion, Vorsitzender des Parlamentarischen Kontrollgremiums und Beauftragter für Innenpolitik im Kompetenzteam des gescheiterten SPD-Kanzlerkandidaten Peer Steinbrück
- Aydan Özoğuz, stellvertretende Bundesvorsitzende der SPD
- Martin Schulz, Präsident des Europäischen Parlamentes und Europabeauftragter der SPD
- Manuela Schwesig, Ministerin für Arbeit, Gleichstellung und Soziales in Mecklenburg-Vorpommern, stellvertretende Bundesvorsitzende der SPD und Beauftragte für Frauen- und Familienpolitik, Aufbau Ost, Demografie und Inklusion im Kompetenzteam des gescheiterten SPD-Kanzlerkandidaten Peer Steinbrück
- Klaus Wowereit, Regierender Bürgermeister von Berlin und stellvertretender SPD-Vorsitzender
- Peer Steinbrück, ehemaliger Bundesfinanzminister und gescheiterter Kanzlerkandidat der SPD
- Torsten Albig, Ministerpräsident von Schleswig-Holstein
- Jens Böhrnsen, Präsident des Bremer Senats und Bremer Senator für Kultur und Senator für kirchliche Angelegenheiten
- Malu Dreyer, Ministerpräsidentin von Rheinland-Pfalz
- Erwin Sellering, Ministerpräsident von Mecklenburg-Vorpommern und Vorsitzender der SPD Mecklenburg-Vorpommern
- Stephan Weil, Ministerpräsident von Niedersachsen und Vorsitzender der SPD Niedersachsen
- Dietmar Woidke, Ministerpräsident von Brandenburg und Vorsitzender der SPD Brandenburg
- Katrin Budde, Vorsitzende der SPD-Fraktion im Landtag von Sachsen-Anhalt und Vorsitzende der SPD Sachsen-Anhalt
- Martin Dulig, Vorsitzender der SPD-Fraktion im sächsischen Landtag und Vorsitzender der SPD Sachsen
- Thorsten Schäfer-Gümbel, Vorsitzender der SPD-Fraktion im hessischen Landtag, Vorsitzender der SPD Hessen und SPD-Kandidat für das Amt des hessischen Ministerpräsidenten
- Nils Schmid, baden-württembergischer Landesminister für Finanzen und Wirtschaft, stellvertretender Ministerpräsident von Baden-Württemberg und Vorsitzender der SPD Baden-Württemberg
- Doris Ahnen, rheinland-pfälzische Landesministerin für Bildung, Wissenschaft, Weiterbildung und Kultur
- Ralf Stegner,  Vorsitzender der SPD-Fraktion im schleswig-holsteinischen Landtag und Vorsitzender der SPD Schleswig-Holstein
- Florian Pronold, Vorsitzender der SPD Bayern, stellvertretender Vorsitzender der SPD-Bundestagsfraktion und Beauftragter für Infrastruktur und Wohnen im Kompetenzteam des gescheiterten SPD-Kanzlerkandidaten Peer Steinbrück
- Ute Vogt, Mitglied des Bundestages und ehemalige SPD-Chefin in Baden-Württemberg
- Elke Ferner, stellvertretende Vorsitzende der SPD-Bundestagsfraktion und Bundesvorsitzende der Arbeitsgemeinschaft Sozialdemokratischer Frauen
- Iris Gleicke, parlamentarische Geschäftsführerin der SPD-Bundestagsfraktion
- Eva Högl, Mitglied des Bundestages
- Christine Lambrecht, stellvertretende Vorsitzende der SPD-Bundestagsfraktion
- Brigitte Zypries, ehemalige Bundesjustizministerin, Justiziarin der SPD-Bundestagsfraktion und Beauftragte für Verbraucherschutz im Kompetenzteam des gescheiterten SPD-Kanzlerkandidaten Peer Steinbrück

## Arbeitsgruppen
Es wurden 12 Arbeitsgruppen sowie vier Unterarbeitsgruppen gebildet. Die Leitung der Arbeitsgruppe hatten jeweils ein CDU/CSU-Mitglied und ein SPD-Mitglied inne.

### Auswärtiges, Verteidigung und Entwicklungszusammenarbeit
Vorsitzende: Thomas de Maizière (CDU) und Frank-Walter Steinmeier (SPD)

#### Weitere Mitglieder

##### CDU
- Roderich Kiesewetter, Mitglied des Bundestages
- Philipp Mißfelder, Bundesvorsitzender der Jungen Union und außenpolitischer Sprecher der CDU/CSU-Bundestagsfraktion
- Henning Otte, Mitglied des Bundestages
- Sibylle Pfeiffer, stellvertretende Vorsitzende des Bundestagsausschusses für wirtschaftliche Zusammenarbeit und Entwicklung
- Andreas Schockenhoff, stellvertretender Vorsitzender der CDU/CSU-Bundestagsfraktion
- Erika Steinbach, Präsidentin des Bundes der Vertriebenen und Sprecherin für Menschenrechte und Humanitäre Hilfe der CDU/CSU-Bundestagsfraktion
- Elmar Brok, Vorsitzender des Ausschusses für Auswärtige Angelegenheiten des Europäischen Parlaments

##### CSU
- Christian Schmidt, Parlamentarischer Staatssekretär beim Bundesminister der Verteidigung und stellvertretender CSU-Vorsitzender
- Peter Gauweiler, Vorsitzender des Unterausschusses Auswärtige Kultur- und Bildungspolitik des Auswärtigen Ausschusses des Deutschen Bundestages
- Johannes Hintersberger, Staatssekretär für Finanzen im bayerischen Landeskabinett
- Dagmar Wöhrl, Vorsitzende des Bundestagsausschusses für wirtschaftliche Zusammenarbeit und Entwicklung

##### SPD
- Gernot Erler,  stellvertretender Vorsitzender der SPD-Bundestagsfraktion
- Rolf Mützenich, außenpolitischer Sprecher der SPD-Bundestagsfraktion
- Rainer Arnold, verteidigungspolitischer Sprecher der SPD-Bundestagsfraktion
- Sascha Raabe, Sprecher der Arbeitsgruppe Wirtschaftliche Zusammenarbeit und Entwicklung der SPD-Bundestagsfraktion und Mitglied des erweiterten SPD-Fraktionsvorstandes.
- Karin Evers-Meyer, ehemalige Beauftragte der Bundesregierung für die Belange behinderter Menschen und Mitglied des Bundestages
- Cornelia Füllkrug-Weitzel, Präsidentin des Werkes Brot für die Welt und der Diakonie Katastrophenhilfe Beauftragte für Entwicklungspolitik und Humanitäre Hilfe im Kompetenzteam des gescheiterten SPD-Kanzlerkandidaten Peer Steinbrück
- Christoph Strässer, Sprecher der Arbeitsgruppe Menschenrechte und humanitäre Hilfe der SPD-Bundestagsfraktion

### Finanzen, Haushalt und Bund-Länder-(Kommunen-)Finanzbeziehungen
Vorsitzende: Wolfgang Schäuble (CDU) und Olaf Scholz (SPD)

#### Weitere Mitglieder

##### CDU
- Norbert Barthle, Vorsitzender der Arbeitsgruppe Haushalt der CDU/CSU-Bundestagsfraktion
- Klaus-Peter Flosbach, Mitglied des Bundestages
- Michael Meister, stellvertretender Vorsitzender der CDU/CSU-Bundestagsfraktion
- Christian von Stetten, Mitglied des Vorstands der CDU/CSU-Bundestagsfraktion, mittelstandspolitischer Sprecher der Fraktion und Vorsitzender des Parlamentskreis Mittelstand der CDU/CSU-Bundestagsfraktion
- Thomas Schäfer, Finanzminister von Hessen
- Wolfgang Voß, Finanzminister von Thüringen
- Herbert Reul,  Vorsitzender der CDU/CSU-Gruppe im Europäischen Parlament

##### CSU
- Hartmut Koschyk, Parlamentarischer Staatssekretär im Bundesfinanzministerium
- Bartholomäus Kalb, Mitglied des Bundestages
- Markus Söder, Bayerischer Staatsminister der Finanzen, für Landesentwicklung und Heimat

##### SPD
- Joachim Poß, stellvertretender Vorsitzender der SPD-Bundestagsfraktion
- Carsten Schneider, haushaltspolitischer Sprecher der SPD-Bundestagsfraktion
- Carsten Kühl, Finanzminister von Rheinland-Pfalz
- Norbert Walter-Borjans,  Finanzminister von Nordrhein-Westfalen
- Barbara Ludwig, Oberbürgermeisterin von Chemnitz
- Sabine Bätzing-Lichtenthäler, Mitglied des Bundestages und ehemalige Drogenbeauftragte der Bundesregierung

#### Unterarbeitsgruppe Bankenregulierung, Europa, Euro
Vorsitzende: Herbert Reul (CDU) und Martin Schulz (SPD)

##### Weitere Mitglieder

###### CDU
- Peter Hintze, Vizepräsident des Deutschen Bundestages
- Michael Meister, stellvertretender Vorsitzender der CDU/CSU-Bundestagsfraktion
- Michael Stübgen, Leiter der Arbeitsgruppe Angelegenheiten der Europäischen Union der CDU/CSU-Bundestagsfraktion

###### CSU
- Thomas Silberhorn, Vorsitzender des Arbeitskreises Auswärtiges, Verteidigung, Europa, wirtschaftliche Zusammenarbeit und Entwicklung, Menschenrechte und humanitäre Hilfe der CSU-Landesgruppe im Deutschen Bundestag
- Markus Söder, Bayerischer Staatsminister der Finanzen, für Landesentwicklung und Heimat
- Beate Merk, Bayerische Staatsministerin für Europaangelegenheiten und regionale Beziehungen und stellvertretende CSU-Vorsitzende
- Markus Ferber, Vorsitzender der CSU-Europagruppe im Europäischen Parlament

###### SPD
- Lothar Binding, Mitglied des Bundestages
- Udo Bullmann, wirtschaftspolitischer Sprecher der Sozialdemokratischen Fraktion im Europaparlament für Wirtschaft und Währung
- Axel Schäfer, stellvertretender Vorsitzender der SPD-Bundestagsfraktion
- Johannes Kahrs, Sprecher des Seeheimer Kreises der SPD-Fraktion, Vorsitzender der deutsch-türkischen Parlamentariergruppe des Deutschen Bundestages und Beauftragter für die Belange von Lesben und Schwulen in der SPD-Bundestagsfraktion.

### Wirtschaft
Vorsitzende: Ilse Aigner (CSU) und Hubertus Heil (SPD, stellvertretender Vorsitzender der SPD-Bundestagsfraktion)

#### Weitere Mitglieder

##### CDU
- Michael Fuchs, Vorsitzender des Parlamentskreises Mittelstand der CDU/CSU-Bundestagsfraktion
- Steffen Kampeter, parlamentarischer Staatssekretär beim Bundesminister der Finanzen
- Joachim Pfeiffer, wirtschaftspolitischer Sprecher der CDU/CSU-Bundestagsfraktion
- David McAllister, ehemaliger Ministerpräsident von Niedersachsen und Vorsitzender der CDU Niedersachsen
- Mike Mohring, Vorsitzender der CDU-Fraktion im thüringischen Landtag
- Hartmut Möllring, Minister für Wissenschaft und Wirtschaft des Landes Sachsen-Anhalt
- Cornelia Yzer, Senatorin für Wirtschaft, Technologie und Forschung im Senat von Berlin

##### CSU
- Hans Michelbach, Obmann der CDU/CSU-Bundestagsfraktion im Finanzausschuss des Deutschen Bundestages
- Ulrich Lange, Mitglied des Bundestages

##### SPD
- Wolfgang Tiefensee, ehemaliger Bundesminister für Verkehr, Bau und Stadtentwicklung und wirtschaftspolitischer Sprecher der SPD-Bundestagsfraktion
- Matthias Machnig, Wirtschaftsminister von Thüringen und Beauftragter für Umwelt- und Energiepolitik im Kompetenzteam des gescheiterten SPD-Kanzlerkandidaten Peer Steinbrück
- Rita Schwarzelühr-Sutter, Mitglied des Bundestages, Mittelstandsbeauftragte für das Handwerk der SPD-Bundestagsfraktion
- Andrea Wicklein, Beauftragte der SPD-Bundestagsfraktion für den Mittelstand/Freie Berufe
- Garrelt Duin, Minister für Wirtschaft, Energie, Industrie, Mittelstand und Handwerk in Nordrhein-Westfalen
- Nils Schmid, baden-württembergischer Landesminister für Finanzen und Wirtschaft, stellvertretender Ministerpräsident von Baden-Württemberg und Vorsitzender der SPD Baden-Württemberg

### Energie
Vorsitzende: Peter Altmaier (CDU) und Hannelore Kraft (SPD)

#### Weitere Mitglieder

##### CDU
- Thomas Bareiß, Koordinator für Energiepolitik der CDU/CSU-Bundestagsfraktion
- Maria Flachsbarth, Beauftragte für Kirchen und Religionsgemeinschaften der CDU/CSU-Bundestagsfraktion und Vorsitzende des Parlamentarischen Untersuchungsausschusses zum Erkundungsbergwerk Gorleben
- Andreas Jung, Vorsitzender des Parlamentarischen Beirats für nachhaltige Entwicklung im Bundestag
- Ingbert Liebing, kommunalpolitischer Sprecher der CDU/CSU-Bundestagsfraktion
- Frank Kupfer, sächsischer Staatsminister für Umwelt und Landwirtschaft
- Armin Laschet, nordrhein-westfälischer CDU-Vorsitzende und stellvertretender CDU-Bundesvorsitzender

##### CSU
- Georg Nüßlein, energiepolitischer Sprecher der CSU-Landesgruppe im Bundestag
- Josef Göppel, Obmann der CDU/CSU-Bundestagsfraktion im Ausschuss für Umwelt, Naturschutz und Reaktorsicherheit
- Franz Pschierer, Staatssekretär im bayerischen Wirtschaftsministerium

##### SPD
- Thorsten Schäfer-Gümbel, Vorsitzender der SPD-Fraktion im hessischen Landtag, Vorsitzender der SPD Hessen und SPD-Kandidat für das Amt des hessischen Ministerpräsidenten
- Stephan Weil, Ministerpräsident von Niedersachsen und Vorsitzender der SPD Niedersachsen
- Heiko Maas, saarländischer Minister für Wirtschaft, Arbeit, Verkehr und Energie und stellvertretender Ministerpräsident
- Peter Friedrich, Minister für Bundesrat, Europa und Internationale Angelegenheiten in Baden-Württemberg
- Nina Scheer, Mitglied des Bundestages
- Dietmar Woidke, Ministerpräsident von Brandenburg und Vorsitzender der SPD Brandenburg

### Arbeit und Soziales
Vorsitzende: Ursula von der Leyen (CDU) und Andrea Nahles (SPD)

#### Weitere Mitglieder

##### CDU
- Ralf Brauksiepe, Parlamentarischen Staatssekretär bei der Bundesministerin für Arbeit und Soziales
- Hans-Joachim Fuchtel, Parlamentarischer Staatssekretär bei der Bundesministerin für Arbeit und Soziales und Beauftragter der Bundeskanzlerin für Griechenland.
- Carsten Linnemann, Vorsitzender der Mittelstands- und Wirtschaftsvereinigung der CDU/CSU
- Karl Schiewerling,  Vorsitzender der Arbeitsgruppe „Arbeit und Soziales“ der CDU/CSU-Bundestagsfraktion und arbeitsmarkt- und sozialpolitischer Sprecher der CDU/CSU-Bundestagsfraktion und stellvertretender Bundesvorsitzender der Christlich-Demokratischen Arbeitnehmerschaft
- Gerald Weiß, Vorsitzender des Landesverbandes Hessen der Christlich-Demokratischen Arbeitnehmerschaft und stellvertretender Bundesvorsitzender der Christlich-Demokratischen Arbeitnehmerschaft
- Rainer Robra, Minister für Europa- und Medienangelegenheiten von Sachsen-Anhalt

##### CSU
- Max Straubinger, stellvertretender Vorsitzender der CSU-Landesgruppe im Bundestag
- Paul Lehrieder, Mitglied des Bundestages
- Emilia Müller, Bayerische Staatsministerin für Arbeit und Soziales, Familie und Integration

##### SPD
- Anette Kramme, Sprecherin der SPD-Bundestagsfraktion für den Bereich Arbeit und Soziales
- Erwin Sellering, Ministerpräsident von Mecklenburg-Vorpommern und Vorsitzender der SPD Mecklenburg-Vorpommern
- Guntram Schneider, Minister für Arbeit, Integration und Soziales des Landes Nordrhein-Westfalen
- Gabriele Lösekrug-Möller, Mitglied des Bundestages
- Detlef Scheele, Hamburger Senator für Arbeit, Soziales, Familie und Integration
- Klaus Wiesehügel, ehemaliger Bundesvorsitzender der IG Bauen-Agrar-Umwelt und Beauftragter für Arbeit und Soziales im Kompetenzteam des gescheiterten SPD-Kanzlerkandidaten Peer Steinbrück
- Armin Schild, Bezirksleiter des IG-Metall-Bezirks Mitte und Mitglied des SPD-Bundesvorstands

### Familie, Frauen und Gleichstellungspolitik
Vorsitzende: Annette Widmann-Mauz (CDU) und Manuela Schwesig (SPD)

#### Weitere Mitglieder

##### CDU
- Ingrid Fischbach, stellvertretende Vorsitzenden der CDU/CSU-Bundestagsfraktion
- Markus Grübel, Mitglied des Bundestages
- Katharina Landgraf, Mitglied des Bundestages
- Sabine Weiss, Mitglied des Bundestages und Mitglied des CDU-Bundesvorstands
- Elisabeth Winkelmeier-Becker, Mitglied des Bundestages
- Andreas Storm, Minister für Soziales, Gesundheit, Frauen und Familie im Saarland

##### CSU
- Dorothee Bär, Stellvertretende Generalsekretärin der CSU
- Daniela Ludwig, Obfrau der CDU/CSU-Bundestagsfraktion im Rechtsausschuss des Bundestages
- Kerstin Schreyer-Stäblein, Mitglied des Bayerischen Landtags

##### SPD
- Dagmar Ziegler, stellvertretende stellvertretenden Fraktionsvorsitzenden der Vorsitzende der SPD-Fraktion
- Caren Marks, Sprecherin der Arbeitsgruppe Familie, Senioren, Frauen und Jugend der SPD-Bundestagsfraktion
- Kerstin Griese, Beauftragte der SPD-Bundestagsfraktion für Kirchen und Religionsgemeinschaften
- Elke Ferner, stellvertretende Vorsitzende der SPD-Bundestagsfraktion und Bundesvorsitzende der Arbeitsgemeinschaft Sozialdemokratischer Frauen
- Martin Dulig, Vorsitzender der SPD-Fraktion im sächsischen Landtag und Vorsitzender der SPD Sachsen
- Eva Högl, Mitglied des Bundestages

### Gesundheit und Pflege
Vorsitzende: Jens Spahn (CDU) und Karl Lauterbach (SPD, Sprecher der Arbeitsgruppe Gesundheit der SPD-Bundestagsfraktion und Beauftragter für Gesundheit im Kompetenzteam des gescheiterten SPD-Kanzlerkandidaten Peer Steinbrück)

#### Weitere Mitglieder

##### CDU
- Emine Demirbüken-Wegner, Staatssekretärin für Gesundheit in der Senatsverwaltung für Gesundheit und Soziales Berlin und Mitglied des Präsidiums der CDU
- Hubert Hüppe, Beauftragter der Bundesregierung für die Belange behinderter Menschen
- Maria Michalk, Mitglied des Bundestages und Mitglied des CDU-Bundesvorstands
- Christine Clauß, sächsische Staatsministerin für Soziales und Verbraucherschutz
- Karl-Josef Laumann, Vorsitzender der CDU-Fraktion im nordrhein-westfälischen Landtag
- Michael Schierack, Vorsitzender der CDU Brandenburg

##### CSU
- Johannes Singhammer, Vizepräsident des Deutschen Bundestages
- Stephan Stracke, Mitglied des Bundestages
- Melanie Huml, bayerische Staatsministerin für Gesundheit und Pflege

##### SPD
- Carola Reimann, Vorsitzende des Gesundheitsausschusses des Deutschen Bundestages
- Cornelia Prüfer-Storcks, Senatorin für Gesundheit und Verbraucherschutz in Hamburg
- Kristin Alheit, Ministerin für Soziales, Gesundheit, Familie und Gleichstellung in Schleswig-Holstein
- Alexander Schweitzer, Sozialminister von Rheinland-Pfalz
- Hilde Mattheis, Vorsitzende der Arbeitsgruppe Verteilungsgerechtigkeit und soziale Integration der SPD-Bundestagsfraktion
- Günter Baaske, Minister für Arbeit, Soziales, Frauen und Familie in Brandenburg

### Verkehr, Bau und Infrastruktur
Vorsitzende: Peter Ramsauer (CSU) und Florian Pronold (SPD)

#### Weitere Mitglieder

##### CDU
- Enak Ferlemann,  Parlamentarischer Staatssekretär beim Bundesminister für Verkehr, Bau und Stadtentwicklung
- Steffen Bilger, Mitglied des Bundestages
- Dirk Fischer, Verkehrspolitischer Sprecher der CDU/CSU-Bundestagsfraktion
- Thomas Jarzombek, Mitglied des Bundestages
- Arnold Vaatz, Stellvertretender Vorsitzender der CDU/CSU-Bundestagsfraktion
- Christian Carius, Minister für Bau, Landesentwicklung und Verkehr in Thüringen

##### CSU
- Andreas Scheuer, Parlamentarischer Staatssekretär beim Bundesminister für Verkehr, Bau und Stadtentwicklung
- Gerhard Eck,  Staatssekretär im bayerischen Staatsministerium des Innern

##### SPD
- Sören Bartol,  Sprecher der Arbeitsgruppe Verkehr, Bau und Stadtentwicklung der SPD-Bundestagsfraktion
- Michael Groschek, Minister für Bauen, Wohnen, Stadtentwicklung und Verkehr in Nordrhein-Westfalen
- Torsten Albig, Ministerpräsident von Schleswig-Holstein
- Iris Gleicke, parlamentarische Geschäftsführerin der SPD-Bundestagsfraktion
- Jutta Blankau, Senatorin für Stadtentwicklung und Umwelt in Hamburg
- Olaf Lies,  Minister für Wirtschaft, Arbeit und Verkehr in Niedersachsen

### Wissenschaft, Bildung und Forschung
Vorsitzende: Johanna Wanka (CDU) und Doris Ahnen (SPD)

#### Weitere Mitglieder

##### CDU
- Helge Braun, Parlamentarischer Staatssekretär bei der Bundesministerin für Bildung und Forschung
- Philipp Murmann, Mitglied des Bundestages
- Thomas Rachel, Parlamentarischer Staatssekretär bei der Bundesministerin für Bildung und Forschung
- Uwe Schummer, Obmann der CDU/CSU-Bundestagsfraktion für Bildung und Forschung
- Marcus Weinberg, Vorsitzender der CDU Hamburg
- Sabine von Schorlemer, Staatsministerin für Wissenschaft und Kunst in Sachsen

##### CSU
- Albert Rupprecht, Vorsitzender der Arbeitsgruppe Bildung und Forschung der CDU/CSU-Bundestagsfraktion
- Florian Hahn, Mitglied des Bundestages
- Ludwig Spaenle, Bayerischer Staatsminister für Unterricht und Kultus

##### SPD
- Christoph Matschie, Vorsitzender der SPD Thüringen und Kultusminister von Thüringen
- Ernst Dieter Rossmann, Sprecher der Arbeitsgruppe Bildung und Forschung der SPD-Bundestagsfraktion
- Swen Schulz,  Mitglied im Vorstand der SPD-Bundestagsfraktion
- Jens Böhrnsen, Präsident des Bremer Senats und Bremer Senator für Kultur und Senator für kirchliche Angelegenheiten
- René Röspel, Mitglied des Bundestages
- Ralf Stegner,  Vorsitzender der SPD-Fraktion im schleswig-holsteinischen Landtag und Vorsitzender der SPD Schleswig-Holstein

### Inneres und Justiz
Vorsitzende: Hans-Peter Friedrich (CSU) und Thomas Oppermann (SPD)

#### Weitere Mitglieder

##### CDU
- Maria Böhmer, geschäftsführende Staatsministerin bei der Bundeskanzlerin und Beauftragte der Bundesregierung für Migration, Flüchtlinge und Integration
- Wolfgang Bosbach, Vorsitzender des Innenausschusses des Deutschen Bundestages
- Günter Krings, stellvertretender Vorsitzender der CDU/CSU-Bundestagsfraktion
- Ole Schröder, Parlamentarischer Staatssekretär beim Bundesminister des Innern
- Thomas Strobl, baden-württembergischer CDU-Vorsitzender und stellvertretender CDU-Bundesvorsitzender
- Lorenz Caffier, Innenminister von Mecklenburg-Vorpommern und Vorsitzender der CDU Mecklenburg-Vorpommern
- Frank Henkel,  Senator für Inneres und Sport von Berlin und Vorsitzender der CDU Berlin

##### CSU
- Hans-Peter Uhl, Vorsitzender der Arbeitsgruppe Innenpolitik der CDU/CSU-Bundestagsfraktion
- Joachim Herrmann, Bayerischer Staatsminister des Innern
- Winfried Bausback, Bayerischer Staatsminister der Justiz

##### SPD
- Ralf Jäger, Minister für Inneres und Kommunales von Nordrhein-Westfalen
- Christine Lambrecht, stellvertretende Vorsitzende der SPD-Bundestagsfraktion
- Angela Kolb, Justizministerin von Sachsen-Anhalt
- Boris Pistorius, Innenminister von Niedersachsen
- Michael Hartmann, innenpolitischer Sprecher der SPD-Bundestagsfraktion
- Burkhard Lischka, Mitglied des Bundestages

#### Unterarbeitsgruppe Integration und Migration
Vorsitzende: Maria Böhmer (CDU) und Aydan Özoğuz (SPD)

#### Weitere Mitglieder

##### CDU
- Wolfgang Bosbach, Vorsitzender des Innenausschusses des Deutschen Bundestages
- Reinhard Grindel, Mitglied des Bundestages
- Aygül Özkan, ehemalige Ministerin für Soziales, Frauen, Familie, Gesundheit und Integration von Niedersachsen
- Markus Ulbig, Sächsischer Staatsminister des Innern

##### CSU
- Stephan Mayer, Vorsitzender des Arbeitskreises Innen, Recht, Sport und Ehrenamt, Kultur und Medien der CSU-Landesgruppe im Bundestag
- Martin Neumeyer, Integrationsbeauftragter der Bayerischen Staatsregierung

##### SPD
- Andreas Breitner, Innenminister von Schleswig-Holstein
- Carola Veit,  Präsidentin der Hamburgischen Bürgerschaft
- Yasemin Karakaşoğlu, Beauftragte für Bildung und Wissenschaft im Kompetenzteam des gescheiterten SPD-Kanzlerkandidaten Peer Steinbrück

### Umwelt und Landwirtschaft
Vorsitzende: Katherina Reiche (CDU) und Ute Vogt (SPD)

#### Weitere Mitglieder

##### CDU
- Peter Bleser, Parlamentarischer Staatssekretär im Bundesministerium für Ernährung, Landwirtschaft und Verbraucherschutz
- Marie-Luise Dött, Vorsitzende der Arbeitsgruppe Umwelt, Naturschutz und Reaktorsicherheit der CDU/CSU-Bundestagsfraktion und umweltpolitische Sprecherin der CDU/CSU-Bundestagsfraktion
- Mechthild Heil, Verbraucherschutzbeauftragte der CDU/CSU-Bundestagsfraktion
- Franz-Josef Holzenkamp, Mitglied des Bundestages
- Julia Klöckner, rheinland-pfälzische CDU-Vorsitzende und stellvertretende CDU-Bundesvorsitzende
- Lucia Puttrich, Umweltministerin von Hessen
- Jürgen Reinholz, Minister für Landwirtschaft, Naturschutz und Umwelt von Thüringen

##### CSU
- Marlene Mortler, Landesvorsitzende der Arbeitsgemeinschaft Landwirtschaft der CSU
- Gerd Müller, Parlamentarischer Staatssekretär im Bundesministerium für Ernährung, Landwirtschaft und Verbraucherschutz
- Helmut Brunner, Bayerischer  Staatsminister für Ernährung, Landwirtschaft und Forsten
- Marcel Huber, Bayerischer Staatsminister für Umwelt und Gesundheit

##### SPD
- Till Backhaus, Landwirtschaftsminister von Mecklenburg-Vorpommern
- Bärbel Kofler, Mitglied des Bundestages
- Matthias Miersch, umweltpolitischer Sprecher der SPD-Bundestagsfraktion
- Anke Rehlinger, saarländische Ministerin der Justiz und Ministerin für Umwelt und Verbraucherschutz
- Wilhelm Priesmeier,  Sprecher der Arbeitsgruppe Ernährung, Landwirtschaft und Verbraucherschutz der SPD-Bundestagsfraktion
- Katrin Budde, Vorsitzende der SPD-Fraktion im Landtag von Sachsen-Anhalt und Vorsitzende der SPD Sachsen-Anhalt
- Ulrich Kelber, stellvertretender Vorsitzender der SPD-Bundestagsfraktion für Umwelt, Energie und Verbraucherschutz

#### Unterarbeitsgruppe Verbraucherschutz
Vorsitzende: Mechthild Heil (CDU) und Ulrich Kelber (SPD, stellvertretender Vorsitzender der SPD-Bundestagsfraktion)

##### Weitere Mitglieder

###### CDU
- Alois Gerig, Mitglied des Bundestages
- Peter Liese, Mitglied des Europäischen Parlamentes Vorsitzender der Arbeitsgruppe Bioethik der EVP-Fraktion
- Julia Klöckner, rheinland-pfälzische CDU-Vorsitzende und stellvertretende CDU-Bundesvorsitzende
- Lucia Puttrich, Umweltministerin von Hessen

###### CSU
- Gerd Müller, Parlamentarischer Staatssekretär im Bundesministerium für Ernährung, Landwirtschaft und Verbraucherschutz
- Marcel Huber, Bayerischer Staatsminister für Umwelt und Gesundheit

###### SPD
- Jochen Hartloff, Minister der Justiz und für Verbraucherschutz von Rheinland-Pfalz
- Elvira Drobinski-Weiß, Mitglied des Bundestages
- Dirk Becker, Mitglied des Bundestages

### Kultur und Medien
Vorsitzende: Michael Kretschmer und Klaus Wowereit

#### Weitere Mitglieder

##### CDU
- Monika Grütters, Vorsitzende des Bundestagsausschusses für Kultur und Medien
- Ansgar Heveling, Mitglied des Bundestages
- Norbert Lammert, Präsident des Deutschen Bundestages
- Peter Tauber, Mitglied des Bundestages
- Marco Wanderwitz,  Vorsitzender der jungen Gruppe in der CDU/CSU-Bundestagsfraktion
- Doris Pack, Vorsitzende des Ausschusses für Kultur und Bildung des Europäischen Parlaments

##### CSU
- Thomas Goppel, Mitglied des Bayerischen Landtags
- Dorothee Bär, Mitglied des Bundestages und Stellvertretende Generalsekretärin der CSU
- Michael Frieser, Mitglied des Bundestages

##### SPD
- Barbara Kisseler, Kultursenatorin im Hamburger Senat
- Siegmund Ehrmann, kulturpolitischer Sprecher der SPD-Fraktion im Deutschen Bundestag
- Oliver Scheytt, Beauftragter für Kunst und Kultur im Kompetenzteam des gescheiterten SPD-Kanzlerkandidaten Peer Steinbrück
- Julian Nida-Rümelin, ehemaliger Kulturstaatsminister
- Stephan Dorgerloh, Kultusminister von Sachsen-Anhalt
- Malu Dreyer, Ministerpräsidentin von Rheinland-Pfalz
- Marc Jan Eumann, Staatssekretär bei der Ministerin für Bundesangelegenheiten, Europa und Medien des Landes Nordrhein-Westfalen

#### Unterarbeitsgruppe Digitale Agenda
Vorsitzende: Dorothee Bär (CSU) und Brigitte Zypries (SPD)

##### Weitere Mitglieder

###### CDU
- Peter Tauber, Mitglied des Bundestages
- Ansgar Heveling, Mitglied des Bundestages
- Nadine Schön, Mitglied des Bundestages
- Andreas Lämmel, Mitglied des Bundestages
- Thomas Heilmann, Berliner Senator für Justiz und Verbraucherschutz

###### CSU
- Markus Blume, Vorsitzender der CSU-Wirtschaftskommission.
- Reinhard Brandl, Mitglied des Bundestages

###### SPD
- Gesche Joost, Beauftragte für Vernetzte Gesellschaft im Kompetenzteam des gescheiterten SPD-Kanzlerkandidaten Peer Steinbrück
- Lars Klingbeil, Mitglied des Bundestages
- Björn Böhning, Chef der Berliner Senatskanzlei